# Абу Сулейман Сиджистани
Абу Сулейман Мухаммад Сиджистани (перс. ابوسلیمان سجستانی‎   ), также известный как аль-Мантики (Логик) (ок. 912 - ок. 985 н.э.), названный так в честь его происхождения в Сиджистане или провинции Систан в современном Восточном Иране и Южном Афганистане — персидский исламский философо-гуманист живший в X веке в Багдаде.
Являлся глубоко религиозным человеком. Он считал и религию, и философию действительными и истинными, но отдельными, занимающимися разными вопросами и исходящими из разных средств. Таким образом, он отверг утверждения богословов, использующих Ильм аль-Калам, как создавших богословие, «доказанное» рациональностью, и утверждений Братьев чистоты как предлагающих синтез философии и религии.
Его самая известная работа - «Сиван аль-Хикма» («Сосуд мудрости») это история философии исламского мира.